# Bulgarian International 2005
Die Bulgarian International 2005, internationale Meisterschaften im Badminton, fanden vom 15. bis zum 18. September 2005 in Sofia statt.

## Medaillengewinner
| Disziplin    | Gold                               | Silber                       | Bronze                              |
| ------------ | ---------------------------------- | ---------------------------- | ----------------------------------- |
| Herreneinzel | Joachim Fischer Nielsen            | Michael Christensen          | Florin Posteucă                     |
| Herreneinzel | Joachim Fischer Nielsen            | Michael Christensen          | Jens-Kristian Leth                  |
| Dameneinzel  | Petya Nedelcheva                   | Jeanine Cicognini            | Dimitria Popstoikova                |
| Dameneinzel  | Petya Nedelcheva                   | Jeanine Cicognini            | Diana Dimova                        |
| Herrendoppel | Mihail Popov Svetoslav Stoyanov    | Daniel Glaser Joakim Hansson | Konstantin Dobrev Georgi Petrov     |
| Herrendoppel | Mihail Popov Svetoslav Stoyanov    | Daniel Glaser Joakim Hansson | Stilijan Makarski Vladimir Metodiev |
| Damendoppel  | Petya Nedelcheva Diana Dimova      | Sabrina Jaquet Corinne Jörg  | Florentina Petre Adina Posteucă     |
| Damendoppel  | Petya Nedelcheva Diana Dimova      | Sabrina Jaquet Corinne Jörg  | Dometia Ioannou Maria Ioannou       |
| Mixed        | Vladimir Metodiev Petya Nedelcheva | Yulian Hristov Diana Dimova  | Stilijan Makarski Maya Ivanova      |
| Mixed        | Vladimir Metodiev Petya Nedelcheva | Yulian Hristov Diana Dimova  | Blagovest Kisyov Atanaska Spasova   |